# Aconitum barbatum
Aconitum barbatum là một loài thực vật có hoa trong họ Mao lương. Loài này được Patrin ex Pers. mô tả khoa học đầu tiên năm 1806.